# Dongargaon
Dongargaon är en ort i Indien.   Den ligger i distriktet Rāj Nāndgaon och delstaten Chhattisgarh, i den centrala delen av landet, 900 km söder om huvudstaden New Delhi. Dongargaon ligger 318 meter över havet och antalet invånare är 12 505.
Terrängen runt Dongargaon är platt, och sluttar österut. Runt Dongargaon är det tätbefolkat, med 257 invånare per kvadratkilometer. Närmaste större samhälle är Bhānpuri, 15,8 km nordost om Dongargaon. Trakten runt Dongargaon består till största delen av jordbruksmark.